# Temugin
Temugin es un personaje que aparece en los cómics de publicados por Marvel Comics, se le presenta como un supervillano enemigo de Iron Man e hijo del Mandarín.

## Historial de publicaciones
Creado por Ryan Odagawa y Mike Grell, apareció por primera vez en Iron Man (vol. 3) #53 (junio de 2002).

## Historia
De niño, Temugin fue entregado a un monasterio del Himalaya por su padre, el señor de la guerra chino conocido como el Mandarín. Convencido de que los monjes educarían al chico en los caminos del cuerpo y el espíritu, el Mandarín cortó todos los lazos de comunicación con su hijo. Temugin se enfrascó en sus estudios con vigor y pasión, buscando enterrar la ira que almacenaba contra su padre por haberle abandonado. Como resultado del entrenamiento en artes marciales y la guía espiritual de los monjes, Temugin se dio cuenta de que el arma de acero más poderosa no es nada comparada con la mano que la empuña.
La miniserie Iron Man: Enter the Mandarin revela que después del primer encuentro del Mandarín con su gran enemigo Iron Man, regresó al monasterio para reclutar a Temugin a través de su anillo de control mental para disparar a Tony Stark. Temugin llega a los Estados Unidos y se convierte en un empleado de bajo nivel en Industrias Stark. Después de presenciar a Anton Vanko sacrificarse por Iron Man contra el nuevo Crimson Dynamo, Temugin se acercó a Tony Stark esa noche y le disparó en el pecho. Al encontrar su pechera Iron Man debajo lo había protegido y descifrado quién era Iron Man en realidad. Stark se salvó corriendo por el hueco de un ascensor y detonó la armadura de su maletín contra su agresor. Temugin sobrevivió y escapó del edificio para el monasterio. Entonces su padre lo llamó una decepción, ya que Temugin renunció a los métodos de su padre. Mientras el Mandarín limpiaba la mente de Temugin del incidente, el hijo se consoló con el hecho de que el señor de la guerra estaría borrando su única oportunidad (en ese momento) de saber que sus dos grandes enemigos, Tony Stark y Iron Man, eran uno mismo.
Muchos años después, el destino de Temugin llegó a una caja en el monasterio después de la muerte del mandarín en una batalla contra Iron Man. En el interior se encontraban las manos cercenadas del padre de Temugin, que aún llevaban los diez anillos de poder que alguna vez el bárbaro había usado. Fue entonces cuando Temugin supo de los últimos deseos del Mandarín. Mientras Temugin no guardaba animosidad en su corazón hacia Iron Man, el honor exigía que tomara el lugar de Mandarin y triunfara donde el caudillo había fallado. Temugin debe matar a Iron Man, de lo contrario el espíritu de su padre nunca encontraría la paz.
Atrayendo a Iron Man a la fortaleza de su padre, Temugin demostró ser más que un rival para la fuerza mejorada mecánicamente de Iron Man. El joven guerrero estaba listo para dar un golpe mortal cuando otro de los enemigos del mandarín atacó y la fortaleza estalló en llamas.
Después de que Tony Stark revelara una conspiración para asesinatos en masa en sus propias filas, Temugin parecía haber perdonado a Iron Man por la muerte de su padre y haber recurrido a actividades más nobles, pero los acontecimientos recientes indican que el poder de los anillos ha corrompido su alma.
Temugin más tarde hace una aparición en el 11 # 4 de MODOK, en el que ha sido contactado por el doble punto Mancha, quien rápidamente entrega el arma que MODOK había estado planeando robar. En esta aparición, Temugin habla del mandarín como "mi difunto padre" y lleva los anillos, uno de los cuales utiliza para encarcelar a Mancha en otra dimensión con nada más que dinero. En el siguiente número, el Puma se arranca al menos una de sus manos. Sin embargo, es posible que conservara al menos la mitad de los anillos, ya que Nightshade, que usó los anillos en su mano perdida, no se los vio al final de la historia.
Sin embargo, mucho más tarde se le ve entre los Agentes de Atlas, nombrado segundo al mando y posible reemplazo, por Jimmy Woo, actual jefe de la Fundación Atlas. Ahora luciendo una prótesis voluminosa, inicialmente entra en conflicto con Jimmy Woo por lo que él percibe como un comportamiento cobarde y una planificación inútilmente complicada por parte de Woo. Los dos gradualmente se hacen amigos en el transcurso de varias batallas, especialmente contra Jade Garra.
Sasha Hammer es su media hermana paterna.

## Poderes y habilidades
Temugin tiene la capacidad de canalizar chi hacia la fuerza sobrehumana, la velocidad, los reflejos y la resistencia mejorada a las lesiones.
Temugin también usó brevemente los diez anillos de poder que le dio su padre, el Mandarín:
1. Ráfagas de hielo/rayos.
2. Ráfagas de fuego/rayos.
3. Control mental.
4. Cargas eléctricas.
5. Rayos de luz blanca.
6. Haces de luz negra.
7. Explosiones/rayos de desintegración.
8. Fuerza explosiones/rayos.
9. Creación de vórtices.
10. Transformación de la materia.

Estos han sido recuperados por su padre.

## En otros medios

### Televisión
Temugin hace aparición en Iron Man Armored Adventures, como un villano recurrente en la primera temporada. Es renombrado como "Gene Khan" y rediseñado como un adolescente como la mayoría de los personajes, haciéndolo, en este caso, casi un nuevo personaje con poco parecido al original. En esta versión, Gene es el actual descendiente del Mandarín original. Su madre le relataba historias de su ancestro y de que su poder procedía de cinco anillos, los cuales le estaban destinados. Su madre se volvió a casar con Zhang Xi, quien aparentemente la mató y hurtó uno de los anillos Makulan, convirtiéndose en el nuevo Mandarín. Zhang/Mandarín creó un imperio criminal a espaldas de Gene, quien todo lo que deseaba es cumplir con el deseo de su madre. En un momento de distracción, Gene encierra a Zhang y recupera la armadura del Mandarín junto con el anillo, se vuelve el nuevo amigo de Tony Stark, Pepper Potts y James Rhodes y obtuvo tres anillos más con ayuda de ellos. Al final de la temporada, él, Tony y Pepper son capturados por Zhang, quien escapó de su celda para buscar el quinto anillo, pero al ser salvados por Rhodes, y al descubrir que es Máquina de Guerra y al ver a Tony como Iron Man, Gene les mostró su apariencia como el Mandarín al tener los cinco anillos, al traicionarlos y en acabarlos, cuando saben que él capturó a Howard Stark en el avión antes de explotar, dijo que Howard Stark sabía dónde encontrar los Anillos Makluan y declara al decirle a Tony que todavía está vivo. Pero al escapar, descubre una ubicación de otros anillos, sabiendo que no eran cinco anillos, sino diez. En la segunda temporada, regresa al buscar los otros cinco anillos, y también al decir que Howard Stark está vivo y al final de ayudar a Tony, Pepper y Rhodes en la invasión de Makulan, decide exiliarse de la Tierra, debido a la razón de su madre en protegerla.